# Левшин, Денис Игоревич
Денис Игоревич Левшин (род. 7 декабря 1993, Белгород, Россия) — российский профессиональный баскетболист, играющий на позиции лёгкого форварда.

## Карьера
Первым тренером Левшина был Виктор Николаевич Швед. В составе белгородской команды в 2010 году Денис становился чемпионом ЕЮБЛ, а также был признан лучшим форвардом по итогам турнира.
После школы Левшин попал в систему баскетбольного клуба «Химки». В 2011 году выиграл первенство ДЮБЛ, сыграв на турнире 18 матчей, в которых в среднем набирал 15,2 очка, 5,9 подбора и 2,4 перехвата. По итогам сезона Левшин получил звание MVP.
В сезоне 2013/2014 Левшин вместе с «Химками-2» выиграл Единую молодёжную лигу ВТБ. В 25 матчах Денис в среднем набирал 11,2 очка, 4,4 подбора, 2,3 передачи и 2 перехвата.
На следующий год «Химки-2» завоевали бронзовые медали, а Денис Левшин стал самым результативным игроком матча за 3-е место, набрав 24 очка, 6 подборов, 3 передачи и 3 перехвата за 29 игровых минут.
В 2014 году Левшин дебютировал в составе команды Суперлиги-1 «Химки-Подмосковье». В сезоне 2015/2016 в 23 играх, Денис в среднем набирал 13 очков, 3,8 подбора, 1,3 передачи и 2,1 перехвата.
В августе 2016 года Левшин перешёл в «Локомотив-Кубань». В сезоне 2017/2018 стал обладателем Кубка России, а также провёл 4 матча в Единой лиге ВТБ (1,5 очка) и 1 матч в Еврокубке (1 очко).
В августе 2018 года стал игроком «Урала».
В сезоне 2020/2021 Левшин во второй раз стал победителем Кубка России и был включён в символическую пятёрку турнира. В Суперлиге-1 Денис стал бронзовым призёром.
В сезоне 2022/2023 Левшин во второй раз был включён в символическую пятёрку Суперлиги как «Лучший лёгкий форвард».
В сезоне 2023/2024 Левшин в третий раз стал бронзовым призёром Суперлиги.

## Сборная России
В июне 2017 года Левшин был включён в состав сборной России, составленный по итогам завершившегося «Открытого лагеря РФБ», и принял участие в баскетбольном турнире Спортивных игр БРИКС. Одержав победы над всеми тремя соперниками (ЮАР, Индия и Китай) сборная России стала победителем турнира.

## Достижения

### Клубные
- Серебряный призёр Еврокубка: 2017/2018
- Бронзовый призёр Суперлиги (3): 2020/2021, 2021/2022, 2023/2024
- Обладатель Кубка России (2): 2017/2018, 2020/2021
- Серебряный призёр Кубка России (2): 2019/2020, 2021/2022
- Чемпион Единой молодёжной лиги ВТБ: 2013/2014
- Бронзовый призёр Единой молодёжной лиги ВТБ: 2014/2015

### Сборная России
- Чемпион Спортивных игр БРИКС: 2017

## Статистика
| Сезон                                                                                   | Команда          | Лига            | GP | GS | MPG | FG%  | 3P%   | FT%  | RPG | APG | SPG | BPG | PPG |  |
| 2016/17                                                                                 | Локомотив-Кубань | Единая лига ВТБ | 5  | 0  | 3,9 | 37,5 | 25,0  | 0,0  | 0,6 | 0,0 | 0,0 | 0,2 | 1,4 |  |
| 2017/18                                                                                 | Все клубы        | Все лиги        | 5  | 0  | 3,5 | 28,6 | 100,0 | 50,0 | 0,6 | 0,0 | 0,4 | 0,0 | 1,4 |  |
| 2017/18                                                                                 | Локомотив-Кубань | Единая лига ВТБ | 4  | 0  | 3,6 | 28,6 | 100,0 | 50,0 | 0,8 | 0,0 | 0,3 | 0,0 | 1,5 |  |
| 2017/18                                                                                 | Локомотив-Кубань | Еврокубок       | 1  | 0  | 3,1 | 0,0  | 0,0   | 50,0 | 0,0 | 0,0 | 1,0 | 0,0 | 1,0 |  |
|                                                                                         |                  | Всего           | 10 | 0  | 3,7 | 33,3 | 40,0  | 50,0 | 0,6 | 0,0 | 0,2 | 0,1 | 1,4 |  |
| Наведите курсор мыши на аббревиатуры в заголовке таблицы, чтобы прочесть их расшифровку |                  |                 |    |    |     |      |       |      |     |     |     |     |     |  |